# Wiesen (Unterfranken)
Wiesen este o comună aflată în districtul Aschaffenburg, landul Bavaria, Germania.